# Julija Manaharowa
Julija Anatolewna Manaharowa (ukr. Юлія Анатольевна Манагарова, ros. Юлия Анатольевна Манагарова; ur. 27 września 1988 w Dniepropietrowsku) – ukraińska i rosyjska piłkarka ręczna, do 2014 roku reprezentantka Ukrainy a od tego czasu w reprezentacji Rosji grająca na pozycji prawoskrzydłowej. W 2018 roku zdobyła srebrny medal na mistrzostwach Europy we Francji. Obecnie występuje w rosyjskim Rostowie nad Donem. W związku z poparciem rosyjskiej inwazji na Ukrainę została wpisana do bazy danych centrum „Myrotworeć” jako zdrajczyni Ojczyzny.

## Sukcesy reprezentacyjne
- Mistrzostwa Europy:
  -  2018 (Rosja)

## Sukcesy klubowe
- Puchar EHF:
  -  2014-2015, 2016-2017 (GK Rostow-Don)
- Mistrzostwa Rumunii:
  -  2010-2011, 2011-2012, 2012-2013 (Clubul Sportiv Oltchim Râmnicu Vâlcea)
- Mistrzostwa Rosji:
  -  2014-2015, 2016-2017, 2017-2018 (GK Rostow-Don)
  -  2015-2016 (GK Rostow-Don)
  -  2013-2014 (GK Rostow-Don)